# Hora (danse)
Pour les articles homonymes, voir Hora.

La hora ou horo (en bulgare : хоро, en macédonien : oro, en grec moderne : χορός) est une danse traditionnelle collective, typique des folklores des Balkans, de Roumanie, de Moldavie mais aussi d'Israël, dont la spécificité est un grand cercle (ouvert ou fermé).

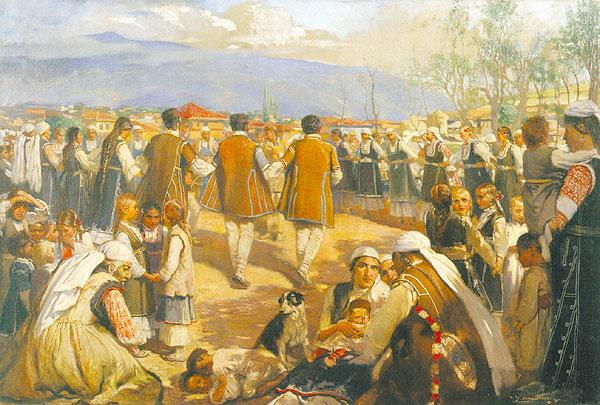
Horo balkanique au XIXe siècle.

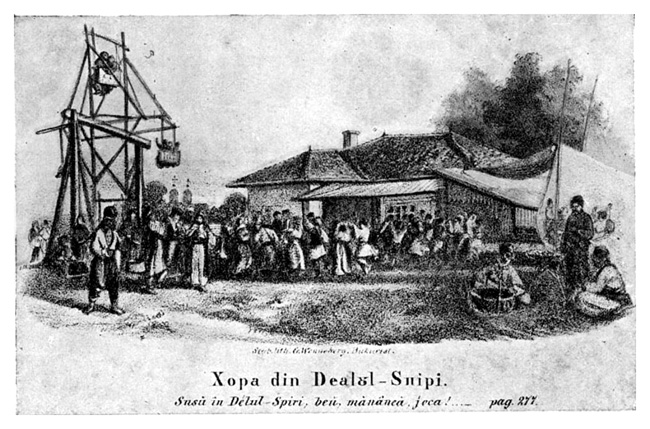
Hora roumaine au XIXe siècle.

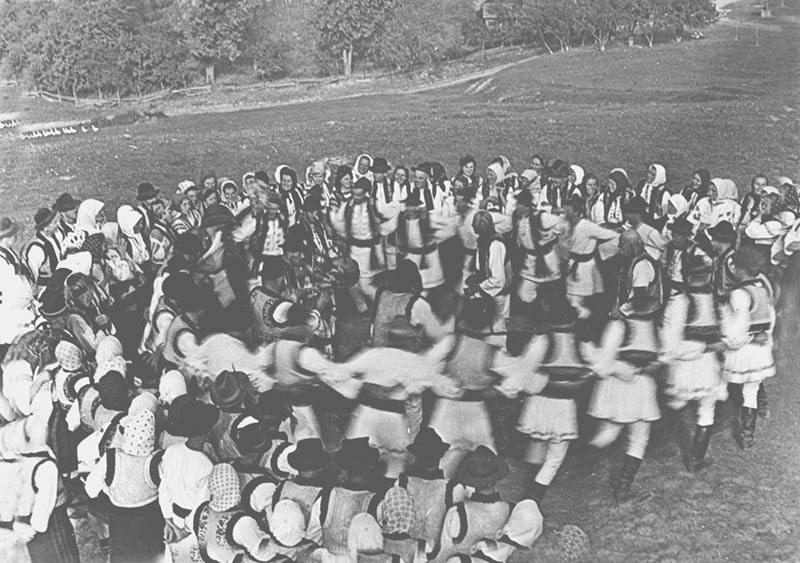
Hora en Bucovine (années 1930).

On danse encore la hora lors de mariages ou de grandes fêtes populaires dans les villages et parfois dans les émissions de télévision.
C'est une ronde, qui peut toutefois s'ouvrir et avancer en ligne, qui réunit toute l'assemblée. Les danseurs et les danseuses se tiennent par la main, font des pas en diagonale, soit en avant soit en arrière, tout en faisant tourner le cercle, en principe dans le sens des aiguilles d'une montre. Les participants chantent tous les paroles de la chanson, accompagnés par les musiciens. Le cymbalum, l'accordéon, le violon, l'alto, la contrebasse, le saxophone, la trompette et la flûte de pan sont des instruments qui accompagnent traditionnellement une hora.
Hora est aussi le nom roumain traditionnel de la Couronne boréale.

## Lahoraen Israël
Elle est apportée par les Juifs roumains (ou d'origine roumaine) et est donc semblable à la hora ou horo. Très populaire dans les années 1950, les nouvelles générations la considèrent comme démodée et préfèrent les musiques américaines.